# 軍太利神社
軍太利神社（ぐんだりじんじゃ）は、埼玉県飯能市大河原にある神社。旧社格は村社。

## 祭神
『入間神社誌』によれば、祭神は軻遇突智神。配祀神、合祀神なし。『飯能市史』によれば、祭神は加具土命。ほかに大日孁貴命外七柱の命を祀る。

## 歴史
建仁年間（1201年 – 1203年）に大河原村（現飯能市大字大河原）の領主で鎌倉幕府御家人の大河原四郎が勧請したといわれている。大河原氏は殿屋敷と呼ばれる場所に居住し、当社すぐ後方の龍涯山に砦を構えて戦に備え、武門の守護神として当社を祀り、近くの金蔵寺と八耳堂も信仰していたといわれている。殿屋敷の東方に当社の旧趾がある。また青梅市成木の軍太利神社にある樹齢約800年の大銀杏は当社から飛来したものという伝説がある。
天和2年（1682年）に火災で全焼して再建した。『新編武蔵風土記稿』の大河原村の項には「土人相伝ふ此村を往古は軍茶ヶ根村と唱へしと云、按ずるに当村の鎮守、軍茶利を祭るが故に唱へしならんか」「軍茶利社　村中の鎮守なり、例祭九月廿九日、村民の持なり」とある。
明治5年（1872年）に大河原村の鎮守として村社に列格した。明治40年（1907年）5月に3つの稲荷神社、2つの神明神社、3つの愛宕神社、白山神社、阿松神社、八坂神社、軍太利社の計12社を合祀した。『武蔵国郡村誌』の大河原村の項には「軍茶利社　村社々地東西十五間南北十三間三尺面積百五十坪村の西方にあり軻遇突智命を祭る祭日九月十五日」とある。

## 境内
本殿、拝殿、幣殿、鳥居。摂末社として、山守神社（祭神・大山祇命）、水天宮（祭神・安徳天皇）、大鷲神社（祭神・天日鷲命）、子野神社（祭神・大己貴命）、摩利支天社がある。
境内に樹齢約300年の樫の大木、山から水を引いた神井がある。神社の周辺には池、八耳堂、大河原自治会館、ゲートボール場がある。

## 行事
『入間神社誌』『飯能市史』によれば、元旦祭（1月1日）、春祭（2月15日）、例祭（10月15日）、秋祭（11月23日）。『埼玉の神社』によれば、元旦祭、秋祭（10月15日）。 